# Корни (Њамц)
Корни (рум. Corni) насеље је у Румунији у округу Њамц у општини Бодешти-Пречиста. Oпштина се налази на надморској висини од 481 m.

## Становништво
Према подацима из 2002. године у насељу је живело 197 становника, од којих су сви румунске националности.